# Future 48
Der Massengutschiffstyp Future 48 des japanischen Schiffbauunternehmens IHI wurde in einer Serie über ein Dutzend Mal gebaut.

## Einzelheiten
Die Future-48-Baureihe wurde von IHI auf der Basis des bestehenden Typs Future 42 entworfen und von 1999 bis 2004 auf den konzerneigenen Werften für mehrere Reedereien gebaut. Die Schiffe sind als Handymax-Massengutschiffe mit achtern angeordneten Aufbauten ausgelegt. Sie haben fünf Laderäume mit jeweils eigener Luke, deren Lukendeckel hydraulisch betätigt werden. Zum Ladungsumschlag stehen vier mittschiffs angebrachte hydraulische Schiffskräne zur Verfügung. Der gesamte Laderaumrauminhalt beträgt bei Schüttgütern 61.553 m³ und 59.84461.553 m³ als Ballenraum. Der Schiffstyp kann bei einem Entwurfstiefgang von 10,70 m rund 44.000 Tonnen und bei maximaler Abladung auf 11,70 m 49.360 Tonnen transportieren. Die Einheiten sind auf den Transport verschiedener Massengüter, wie zum Beispiel Getreide, Kohle, Mineralien inklusive verschiedener Gefahrgüter ausgelegt. Die Tankdecke der Laderäume ist für den Erztransport verstärkt ausgeführt. Es können darüber hinaus auch Sackgüter, Stahlprofile, -röhren und andere Massenstückgüter, jedoch keine Decksladungen transportiert werden.
Der Antrieb der Schiffe besteht aus einem Zweitakt-Dieselmotor. Der Motor ermöglicht eine Geschwindigkeit von etwa 14 Knoten. Es stehen mehrere Hilfsdiesel und ein Notdiesel-Generator zur Verfügung.

## Die Schiffe
| Bauname           | Bau- nummer | IMO- Nummer | Kiellegung Stapellauf Ablieferung                     | Auftraggeber                         | Umbenennungen und Verbleib                                                  |
| ----------------- | ----------- | ----------- | ----------------------------------------------------- | ------------------------------------ | --------------------------------------------------------------------------- |
| Aurora Amethyst   | 3081        | 9188609     | 9. März 1999 8. Juli 1999 6. Oktober 1999             | Aurora Shipping, Manila              | 2016 Safesea Neha, so in Fahrt.                                             |
| Crystal Lily      | 3111        | 9187368     | 21. September 1998 13. November 1998 17. Februar 1999 | Mi-Das Line, Panama                  | 2007 Daewoo Ace, 2009 Crystal Ocean, so in Fahrt.                           |
| Gallant Picer     | 3112        | 9187370     | 20. November 1998 12. Januar 1999 14. April 1999      | -                                    | 2006 Ken Gallant, 2010 Serasih 2, 2012 KS Spirit, so in Fahrt.              |
| Forward Unity     | 3113        | 9187382     | 14. Januar 1998 4. März 1999 30. Juni 1999            | -                                    | 2005 Ken Unity, 2013 Intrepid, so in Fahrt.                                 |
| Royal Chance      | 3114        | 9188623     | 8. März 1999 27. April 1999 27. August 1999           | -                                    | 2003 Imme Oldendorff, 2008 Eilhard Schulte, 2014 Nemo, so in Fahrt.         |
| Aurora Sapphire   | 3082        | 9188611     | 12. Juli 1999 7. Oktober 1999 26. Januar 2000         | Aurora Shipping, Manila              | 2016 Brave Royal, so in Fahrt.                                              |
| Star Sea Cosmos   | 3115        | 9201061     | 14. Oktober 1999 20. Dezember 1999 10. März 2000      | Far-East Transport Company, Hongkong | 2013 Sea Prosperity, so in Fahrt.                                           |
| Aetos             | 3138        | 9225524     | 28. September 2000 15. November 2000 20. Februar 2001 | New Century Seacarriers, Monrovia    | 2015 Electra, so in Fahrt.                                                  |
| Basic Arrow       | 3139        | 9226671     | 5. April 2001 13. Juni 2001 28. September 2001        | -                                    | 2010 Blue Sapphire, 2016 Worldera-2, so in Fahrt.                           |
| Sea Breeze Bulker | 3140        | 9228411     | - 12. Januar 2001 2001                                | -                                    | -, so in Fahrt.                                                             |
| Muse Venture      | 3143        | 9234214     | - 2. März 2001 2001                                   | -                                    | -, so in Fahrt.                                                             |
| Kristin Picer     | 3147        | 9234226     | - 23. April 2001 2001                                 | -                                    | -, so in Fahrt.                                                             |
| Astra             | 3174        | 9275311     | 21. September 2003 7. November 2003 30. Januar 2004   | -                                    | -, so in Fahrt.                                                             |
| Ranger            | 3175        | 9275323     | 22.9.03 27. Dezember 2003 12. März 2004               | -                                    | 2004 Global Treasure, 2007 Hyundai Treasure, 2017 S-Brilliant, so in Fahrt. |
| Endeavour         | 3176        | 9279836     | 9. November 2003 20. Februar 2004 7. Mai 2004         | -                                    | 2004 Star Carribean, 2004 Dimitris S., 2021 Omega, so in Fahrt.             |